# Glyptogona
Glyptogona is een geslacht van spinnen uit de  familie van de wielwebspinnen (Araneidae).

## Soorten
- Glyptogona duriuscula Simon, 1895
- Glyptogona sextuberculata (Keyserling, 1863)